# Terje Hauge
Terje Hauge (Bergen, 5 ottobre 1965) è un ex arbitro di calcio norvegese.
Assieme a Rune Pedersen è uno dei soli due arbitri norvegesi ad aver partecipato ai mondiali.

## Carriera
Debuttante nella massima divisione del proprio paese nel 1990, solo venticinquenne, già nel 1993 viene nominato arbitro internazionale. Nel 1997 arriva il primo traguardo importante con la chiamata per dirigere ai mondiali FIFA under 17 in Egitto (dove gli viene assegnata la finale). Nel 2001 giunge anche la selezione per i mondiali under 20 in Argentina. Nel 2002 viene inserito nella ristretta cerchia degli arbitri UEFA appartenenti alla categoria "élite": da quel momento la sua ascesa è rapidissima. Nello stesso anno dirige ai mondiali di calcio in Corea e Giappone (Camerun-Arabia Saudita).
Nel 2004 è la volta degli europei di calcio in Portogallo, dove gli toccano Portogallo-Russia e Germania-Rep. Ceca; sempre nel 2004 arbitra a Montecarlo la finale della Supercoppa Europea tra Porto e Valencia; nel 2005 la FIFA lo mette alla prova in vista dei Mondiali di Germania 2006, affidandogli la finale dei mondiali under 20 a Utrecht tra Argentina e Nigeria. Poi, però, a sorpresa Hauge resta fuori dall'elenco degli arbitri scelti per i mondiali 2006, e quasi come risarcimento la UEFA, nello stesso anno, gli assegna la finale più importante, quella della UEFA Champions League a Parigi-Saint-Denis tra Barcellona e Arsenal.
Torna ad alti livelli a fine 2009, quando la FIFA lo designa per il ritorno dello spareggio per l'accesso ai Mondiali 2010 tra Slovenia e Russia. Vanta anche la direzione di due semifinali di Champions League (Real Madrid-Juventus nella UEFA Champions League 2002-2003 e PSV-Milan nella UEFA Champions League 2004-2005), di una semifinale di Coppa UEFA (Valencia-Villarreal nel 2004) e di una semifinale di Europa League (Liverpool-Atlético Madrid nel 2010).

### La finale di Champions League Barcellona-Arsenal
Questa finale segna un brusco rallentamento nella carriera di Hauge: dapprima, la terna norvegese finisce in un mare di polemiche perché uno dei due guardalinee, Ole Borgan, viene sorpreso a passeggiare per Parigi indossando una maglietta del Barcellona, rendendo quindi necessaria la sua sostituzione con Olof Sundet; durante la partita Hauge commette un grave errore, non concedendo il vantaggio su un'uscita fallosa del portiere dei Gunners Jens Lehmann, poi espulso, nonostante il tiro di Ludovic Giuly fosse finito in rete.
L'arbitraggio di Hauge venne criticato da tutti i vertici del calcio mondiale, dal presidente FIFA Joseph Blatter, al presidente UEFA Lennart Johansson e pure dal capo degli arbitri norvegesi Rune Pedersen. Il 31 dicembre 2010 pone fine alla sua lunghissima carriera sia nazionale che internazionale per sopraggiunti limiti d'età. Attualmente è osservatore degli arbitri UEFA.